# Michael Shellenberger
Michael Shellenberger (Colorado, 16 de junho de 1971) é um jornalista, ativista climático e escritor estado-unidense, cofundador do Breakthrough Institute e fundador da organização ambiental Environmental Progress. Em 2008, foi incluído na lista de "Heróis do Meio-Ambiente", publicada pela revista Time  e recebeu o Green Book Award daquele ano.
Ganhou visibilidade ao publicar o artigo "The Death of Environmentalism - Global Warming Politics in a Post-Environmental World", em coautoria com Ted Nordhaus, (2004) Em 2007, a dupla lançou o livro  Break Through: From the Death of Environmentalism to the Politics of Possibility . Os dois autores têm sido classificados como "modernistas ecológicos" e "eco-pragmáticos". Em 2015, juntou-se a 18 outros autodenominados "ecomodernistas", como coautor de "Um Manifesto Ecomodernista".
Shellenberger é também autor de Apocalypse Never: Why Environmental Alarmism Hurts Us All (2020). Favorável ao uso da energia nuclear para  combater o aquecimento global, ele fundou, em 2016, a organização pró-nuclear Environmental Progress.
Em 30 de novembro de 2017, Shellenberger anunciou, durante uma conferência do New York Times, que seria candidato a Governador da Califórnia, em 2018. De fato, disputou, sem sucesso, as eleições para Governador da Califórnia, em  2018, pelo Partido Democrata, e em 2022, como candidato independente.

## Biografia
Shellenberger nasceu e cresceu no Colorado, em uma família menonita.
Concluiu o ensino médio em 1989, na Greeley Central High School. Graduou-se em  Peace and Global Studies, no  Earlham College, em 1993. Em  1996,  obteve o mestrado em antropologia, pela Universidade da Califórnia em Santa Cruz.
Inicialmente, Shellenberger interessou-se pela América Latina. Envolveu-se com a criação de uma  filial da Anistia Internacional, em Greeley (Colorado), e com o debate sobre a política latino-americana. Passou quatro anos no Brasil e na Nicarágua, nas décadas de 1980 e 1990.

### Breakthrough Institute
Shellenberger foi presidente e membro sênior da organização ambiental Breakthrough Institute, que ele e Ted Nordhaus fundaram em 2003. Hoje, o Breakthrough Institute consiste de uma equipe de políticas públicas, uma conferência anual, um jornal de política e uma rede de bolsistas afiliados. As análises do Breakthrough Institute sobre energia, clima e política de inovação foram citadas pela National Public Radio o Wall Street Journal e a C-SPAN.

### Ideias e controvérsias
Em 2017, Shellenberger disse em uma entrevista ao The Australian: "Como a maioria das pessoas, comecei bastante antinuclear. Mudei de ideia quando percebi que não é possível alimentar uma economia moderna com energia solar e eólica… Tudo o que eles fazem é tornar o sistema elétrico caótico e fornecer uma solução verde para os combustíveis fósseis."
Discorda da maioria dos ambientalistas em relação às ameaças iminentes e às melhores políticas para enfrentá-las.
Segundo Los Angeles Review of Books,  a tese de Shellenberger é a de que as coisas  que os ambientalistas combatem - energia nuclear, OGM, fracking, agricultura industrial e assim por diante - seriam, na verdade, boas para o ambiente. 
Ele diz que aquecimento global "não é o fim do mundo", e que OGM, agricultura industrial, fracking e energia nuclear são instrumentos importantes para proteger o ambiente.  Os seus escritos sobre alterações climáticas e ambientalismo têm sido criticados por cientistas ambientais e académicos, que tacharam alguns dos seus argumentos como "má ciência" e "imprecisos". A resposta de jornalistas ao seu trabalho não foi unânime. Muitos acadêmicos criticaram as posições e os escritos de Shellenberger acerca da falta de moradia.

## Denúncia contra Alexandre de Moraes
Em 4 agosto de 2025, o jornalista publicou um "dossiê" em que demonstra que o Supremo Tribunal Federal (STF) criou uma força-tarefa ilegal para prender os manifestantes durante os atos de 8 de janeiro de 2023. Os supostos documentos oficiais e conversas de WhatsApp demonstram que o ministro Alexandre de Moraes criou um protocolo interno para investigar os perfis de redes sociais dos envolvidos nos ataques em Brasília para justificar as prisões. A operação seria coordenada por meio de um grupo no WhatsApp composto por servidores do Tribunal Superior Eleitoral (TSE) e do STF, entre eles o ex-assessor de Moraes, Eduardo Tagliaferro.